# Даль (Ердут)
45°29′ пн. ш. 18°59′ сх. д. / 45.48° пн. ш. 18.98° сх. д.
Даль (хорв. Dalj) — населений пункт у Хорватії, в Осієцько-Баранській жупанії у складі громади Ердут.

## Населення
Населення за даними перепису 2011 року становило 3937 осіб.
Динаміка чисельності населення поселення:

## Клімат
Середня річна температура становить 11,17 °C, середня максимальна – 25,32 °C, а середня мінімальна – -5,50 °C. Середня річна кількість опадів – 635 мм.
| Клімат поселення                              | Клімат поселення | Клімат поселення | Клімат поселення | Клімат поселення | Клімат поселення | Клімат поселення | Клімат поселення | Клімат поселення | Клімат поселення | Клімат поселення | Клімат поселення | Клімат поселення | Клімат поселення |
| Показник                                      | Січ.             | Лют.             | Бер.             | Квіт.            | Трав.            | Черв.            | Лип.             | Серп.            | Вер.             | Жовт.            | Лист.            | Груд.            |                  |
| Середній максимум, °C                         | 6,01             | 7,76             | 12,30            | 17,05            | 22,45            | 25,32            | 25,06            | 24,77            | 20,72            | 15,26            | 9,29             | 5,44             |                  |
| Середня температура, °C                       | 0,27             | 2,00             | 6,54             | 11,30            | 16,69            | 19,56            | 21,23            | 20,98            | 16,93            | 11,47            | 5,49             | 1,64             |                  |
| Середній мінімум, °C                          | −5,5             | −3,77            | 0,80             | 5,51             | 10,90            | 13,79            | 17,44            | 17,17            | 13,12            | 7,65             | 1,68             | −2,16            |                  |
| Норма опадів, мм                              | 40               | 36               | 38               | 51               | 58               | 81               | 65               | 59               | 48               | 51               | 58               | 50               |                  |
| Середньомісячна швидкість вітру, м/с          | 2.36             | 2.60             | 2.90             | 2.80             | 2.50             | 2.30             | 2.22             | 2.10             | 2.02             | 2.21             | 2.30             | 2.40             |                  |
| Середньомісячна сонячна радіація, кДж/м²·день | 4295             | 7019             | 11097            | 15638            | 19516            | 21848            | 22368            | 20342            | 15095            | 9510             | 4870             | 3560             |                  |
| --------------------------------------------- | ---------------- | ---------------- | ---------------- | ---------------- | ---------------- | ---------------- | ---------------- | ---------------- | ---------------- | ---------------- | ---------------- | ---------------- | ---------------- |
| Джерело:                                      |                  |                  |                  |                  |                  |                  |                  |                  |                  |                  |                  |                  |                  |